# Robert Duvall
Robert Selden Duvall (San Diego, Califòrnia, 5 de gener de 1931) és un actor i director americà, guanyador d'un Oscar i quatre Globus d'Or. També és molt conegut per la seva participació en les pel·lícules El padrí, El padrí II i Apocalypse Now.

## Filmografia

### Cinema
Les seves pel·lícules més destacades són
| Any  | Pel·lícula                                          | Paper                                   | Notes |
| ---- | --------------------------------------------------- | --------------------------------------- | --- |
| 1962 | To Kill a Mockingbird                               | Arthur "Boo" Radley                     | |
| 1963 | Captain Newman, M.D.                                | Capt. Paul Cabot Winston                | |
| 1965 | Nightmare in the Sun                                | Motociclista                            | |
| 1966 | La caça de l'home (The Chase)                       | Edwin Stewart                           | |
| 1968 | The Detective                                       | Nestor                                  | |
| 1968 | Countdown                                           | Chiz                                    | |
| 1968 | Bullitt                                             | Weissberg                               | |
| 1969 | Valor de llei (True Grit)                           | Ned Pepper                              | |
| 1969 | Gent de pluja (The Rain People)                     | Gordon                                  | |
| 1970 | M*A*S*H                                             | Frank Burns                             | |
| 1970 | The Revolutionary                                   | Despard                                 | |
| 1971 | THX 1138                                            | THX 1138                                | |
| 1971 | En nom de la llei (Lawman)                          | Vernon Adams                            | |
| 1972 | El Padrí (The Godfather)                            | Tom Hagen                               | Nominat — Oscar al millor actor secundari Nominat — BAFTA al millor actor secundari                             |
| 1972 | The Great Northfield Minnesota Raid                 | Jesse James                             | |
| 1972 | Tomorrow                                            | Jackson Fentry                          | |
| 1972 | Joe Kidd                                            | Frank Harlan                            | |
| 1973 | The Outfit                                          | Earl Macklin                            | |
| 1973 | Badge 373                                           | Eddie Ryan                              | |
| 1973 | Lady Ice                                            | Ford Pierce                             | |
| 1974 | La conversa (The Conversation)                      | Director                                | no surt als crèdits                                                                                             |
| 1974 | El Padrí II (The Godfather: Part II)                | Tom Hagen                               | |
| 1975 | Els aristòcrates del crim (The Killer Elite)        | George Hanson                           | |
| 1975 | Fugida suïcida (Breakout)                           | Jay Wagner                              | |
| 1976 | Ha arribat l'àguila (The Eagle Has Landed)          | Oberst Max Radl                         | |
| 1976 | The Seven-Per-Cent Solution                         | Dr. Watson                              | |
| 1976 | Network                                             | Frank Hackett                           | Nominat — BAFTA al millor actor secundari                                                                       |
| 1977 | La història de Cassius Clay (The Greatest)          | Bill McDonald                           | |
| 1978 | Invasion of the Body Snatchers                      | Priest on swing                         | no surt als crèdits                                                                                             |
| 1978 | The Betsy                                           | Loren Hardeman III                      | |
| 1979 | Apocalypse Now                                      | Tinent Coronel Bill Kilgore             | Globus d'Or al millor actor secundari BAFTA al millor actor secundari Nominat — Oscar al millor actor secundari |
| 1979 | The Great Santini                                   | Bull Meechum                            | Nominat — Oscar al millor actor                                                                                 |
| 1981 | True Confessions                                    | Thomas Spellacy                         | Copa Pasinetti pel millor actor al festival de Venècia                                                          |
| 1981 | The Pursuit of D.B. Cooper                          | Gruen                                   | |
| 1983 | Tender Mercies                                      | Mac Sledge                              | Oscar al millor actor Globus d'Or al millor actor dramàtic                                                      |
| 1983 | Angelo My Love                                      | −                                       | Director |
| 1984 | The Stone Boy                                       | Joe Hillerman                           | |
| 1984 | El millor (The Natural)                             | Max Mercy                               | |
| 1986 | Let's Get Harry                                     | Norman Shrike                           | |
| 1986 | Belizaire the Cajun                                 | Pastor                                  | |
| 1986 | Waylon Jennings: America                            | Doctor                                  | |
| 1986 | The Lightship                                       | Calvin Caspary                          | Copa Pasinetti pel millor actor al festival de Venècia                                                          |
| 1987 | Hotel Colonial                                      | Roberto Carrasco                        | |
| 1988 | Colors de guerra (Colors)                           | Oficial Bob Hodges                      | |
| 1990 | Sota una altra bandera (A Show of Force)            | Howard                                  | |
| 1990 | Dies de tro (Days Of Thunder)                       | Harry Hogge                             | |
| 1990 | The Handmaid's Tale                                 | The Commander                           | |
| 1991 | El preu de l'ambició (Rambling Rose)                | Daddy Hilyer                            | |
| 1991 | Convicts                                            | Soll                                    | |
| 1992 | Newsies                                             | Joseph Pulitzer                         | |
| 1992 | La Peste                                            | Joseph Grand                            | |
| 1993 | Un dia de fúria (Falling Down)                      | Martin Prendergast                      | |
| 1993 | Wrestling Ernest Hemingway                          | Walter                                  | |
| 1993 | Geronimo (Geronimo: An American Legend)             | Al Sieber                               | |
| 1994 | The Paper                                           | Bernie White                            | |
| 1995 | Alguna cosa de què parlar (Something to Talk About) | Wyly King                               | |
| 1995 | The Stars Fell on Henrietta                         | Mr. Cox                                 | |
| 1995 | La lletra escarlata (The Scarlet Letter)            | Roger Chillingworth                     | |
| 1996 | L'altre costat de la vida (Sling Blade)             | Pare de Karl                            | |
| 1996 | A Family Thing                                      | Earl Pilcher Jr.                        | |
| 1996 | Phenomenon                                          | Doc Brunder                             | |
| 1997 | The Apostle                                         | Euliss 'Sonny' Dewey — The Apostle E.F. | Guionista/Director Nominat — Oscar al millor actor                                                              |
| 1998 | Conflicte d'interessos (The Gingerbread Man)        | Dixon Doss                              | |
| 1998 | A Civil Action                                      | Jerome Facher                           | Nominat — Oscar al millor actor secundari Nominat — Globus d'Or al millor actor secundari                       |
| 1998 | Deep Impact                                         | Capt. Spurgeon 'Fish' Tanner            | |
| 2000 | Gone in 60 Seconds                                  | Otto Halliwell                          | |
| 2000 | The 6th Day                                         | Dr. Griffin Weir                        | |
| 2000 | A Shot at Glory                                     | Gordon McLeod                           | |
| 2002 | John Q                                              | Tinent Frank Grimes                     | |
| 2002 | Assassination Tango                                 | John J. Anderson                        | Guionista/Director                                                                                              |
| 2003 | Gods and Generals                                   | General Robert E. Lee                   | |
| 2003 | Secondhand Lions                                    | Hub                                     | |
| 2003 | Open Range                                          | Cap Spearman                            | |
| 2005 | Kicking & Screaming                                 | Buck Weston                             | |
| 2005 | Gràcies per fumar (Thank You for Smoking)           | Doak "The Captain" Boykin               | |
| 2007 | Lucky You                                           | Mr. Cheever                             | |
| 2007 | We Own the Night                                    | Albert Grusinsky                        | |
| 2008 | Com a casa, enlloc (Four Christmases)               | Howard                                  | |
| 2009 | Crazy Heart                                         | Wayne Kramer                            | |
| 2009 | La carretera                                        | Old Man (Eli)                           | |
| 2010 | Get Low                                             | Felix Bush                              | |
| 2011 | Seven Days in Utopia                                | Johnny Crawford                         | |
| 2012 | Jayne Mansfield's Car                               | Jim Caldwell                            | |
| 2012 | Jack Reacher                                        | Martin Cash                             | |
| 2013 | The Man Who Killed Don Quixote                      | El Quixot                               | |
| 2013 | A Night in Old Mexico                               | Besavi                                  | |
| 2014 | The Judge                                           | Jutge Joseph Palmer                     | |

### Televisió
| Any  | Pel·lícula                             | Paper                     | Notes |
| ---- | -------------------------------------- | ------------------------- | --- |
| 1959 | Armstrong Circle Theatre               | Berks                     | Temporada 10, Episodi 2, "The Jailbreak"                                                                                 |
| 1960 | Armstrong Circle Theatre               |                           | Temporada 10, Episodi 16, "Positive Identification"                                                                      |
| 1960 | Playhouse 90                           |                           | Temporada 4, Episodi 8, "John Brown's Raid"                                                                              |
| 1961 | The Defenders                          | Al Rogart                 | Temporada 1, Episodi 12, "Perjury"                                                                                       |
| 1961 | Great Ghost Tales                      | William Wilson            | Temporada 1, Episodi 1, "William Wilson"                                                                                 |
| 1961 | Shannon                                | Joey Nolan                | Temporada 1, Episodi 10, "The Big Fish"                                                                                  |
| 1961 | Cain's Hundred                         | Tom Nugent                | Temporada 1, Episodi 6, "King of the Mountain"                                                                           |
| 1961 | Route 66                               | Roman                     | Temporada 1, Episodi 25, "The Newborn"                                                                                   |
| 1961 | Route 66                               | Arnie                     | Temporada 2, Episodi 4, "Birdcage on My Foot"                                                                            |
| 1961 | Naked City                             | Lewis Nunda               | Temporada 2, Episodi 13, "A Hole in the City"                                                                            |
| 1962 | Naked City                             | L. Francis 'Frank' Childe | Temporada 3, Episodi 23, "The One Marked Hot Gives Cold "                                                                |
| 1962 | Naked City                             | Johnny Meigs              | Temporada 4, Episodi 6, "Five Cranks for Winter... Ten Cranks for Spring"                                                |
| 1962 | Naked City                             | Barney Sonners            | Temporada 4, Episodi 8, "Torment Him Much and Hold Him Long "                                                            |
| 1963 | The Untouchables                       | Eddie Moon                | Temporada 4, Episodi 17, "Blues for a Gone Goose"                                                                        |
| 1963 | The Defenders                          | Luke Jackson              | Temporada 2, Episodi 24, "Metamorphosis"                                                                                 |
| 1963 | Route 66                               | Lee Winters               | Temporada 3, Episodi 18, "Suppose I Said I Was the Queen of Spain"                                                       |
| 1963 | The Twilight Zone                      | Charley Parkes            | Temporada 4, Episodi 8, "Miniature"                                                                                      |
| 1963 | The Virginian                          | Johnny Keel               | Temporada 1, Episodi 24, "The Golden Door"                                                                               |
| 1963 | Stoney Burke                           | Joby Pierce               | Temporada 1, Episodi 23, "Joby"                                                                                          |
| 1963 | Arrest and Trial                       | Morton Ware               | Temporada 1, Episodi 10, "The Quality of Justice"                                                                        |
| 1963 | The Fugitive                           | Eric Christian            | Temporada 1, Episodi 4, "Never Wave Goodbye"                                                                             |
| 1964 | The Lieutenant                         |                           | Temporada 1, Episodi 25, "Man with an Edge"                                                                              |
| 1964 | Kraft Suspense Theatre                 | Harvey Farnsworth         | Temporada 1, Episodi 22, "Portrait of an Unknown Man"                                                                    |
| 1964 | The Outer Limits                       | Adam Ballard              | Episodis 42, 43, "The Inheritors"                                                                                        |
| 1964 | The Outer Limits                       | Louis Mace                | Episodi 31, "The Chameleon"                                                                                              |
| 1965 | Voyage to the Bottom of the Sea        | Zar                       | Temporada 1, Episodi 20, "The Invaders"                                                                                  |
| 1965 | Combat!                                | Karl                      | Temporada 3, Episodi 16, "The Enemy"                                                                                     |
| 1965 | The Defenders                          | Bill Andrews              | Temporada 4, Episodi 30, "Only a Child"                                                                                  |
| 1965 | The Fugitive                           | Leslie Sessions           | Temporada 2, Episodi 16, "Brass Ring"                                                                                    |
| 1966 | Bob Hope Presents the Chrysler Theatre | Frank Reeser              | Temporada 3, Episodi 15, "Guilty or Not Guilty"                                                                          |
| 1966 | The F.B.I.                             | Johnny Albin              | Temporada 2, Episodi 5, "The Scourge"                                                                                    |
| 1966 | Combat!                                | Peter Halsman             | Temporada 5, Episodi 14, "Cry for Help"                                                                                  |
| 1966 | Hawk                                   | Dick                      | Temporada 1, Episodi 6, "The Theory of the Innocent Bystander"                                                           |
| 1966 | Felony Squad                           | Albie Froehlich           | Temporada 1, Episodi 8, "Death of a Dream"                                                                               |
| 1966 | Shane                                  | Tom Gary                  | Temporada 1, Episodi 9, "Poor Tom's A-Cold"                                                                              |
| 1966 | T.H.E. Cat                             | Scorpio                   | Temporada 1, Episodi 9, "Crossing at Destino Bay"                                                                        |
| 1966 | Fame Is the Name of the Game           | Eddie Franchot            | Telefilm |
| 1967 | The Time Tunnel                        | Raul Nimon                | Temporada 1, Episodi 24, "Chase Through Time"                                                                            |
| 1967 | Cimarron Strip                         | Joe Wyman                 | Temporada 1, Episodi 18, "The Roarer"                                                                                    |
| 1967 | The Wild Wild West                     | Dr. Horace Humphries      | Temporada 3, Episodi 10, "The Night of the Falcon "                                                                      |
| 1967 | The F.B.I.                             | Ernie Milden              | Temporada 2, Episodi 25-26, "The Executioners"                                                                           |
| 1967 | T.H.E. Cat                             | Laurent                   | Temporada 1, Episodi 24, "The Long Chase"                                                                                |
| 1967 | Combat!                                | Michel                    | Temporada 5, Episodi 25, "The Partisan"                                                                                  |
| 1967 | Cosa Nostra, Arch Enemy of the FBI     | Ernie Milden              | Telefilm |
| 1968 | CBS Playhouse                          | Dr. Margolin              | Temporada 2, Episodi 1, "The People Next Door"                                                                           |
| 1968 | Run for Your Life                      | Richard Fletcher          | Temporada 3, Episodi 19, "The Killing Scene"                                                                             |
| 1968 | Judd, for the Defense                  | Raymond Cane              | Temporada 1, Episodi 24, "Square House"                                                                                  |
| 1968 | The F.B.I.                             | Joseph Troy               | Temporada 4, Episodi 9, "The Harvest"                                                                                    |
| 1969 | The Mod Squad                          | Matt Jenkins              | Temporada 1, Episodi 23, "Keep the Faith, Baby"                                                                          |
| 1969 | The F.B.I.                             | Gerald Wilson             | Temporada 5, Episodi 2, "Nightmare Road"                                                                                 |
| 1978 | Ike: The War Years                     | Dwight D. Eisenhower      | Telefilm |
| 1979 | Ike                                    | Dwight D. Eisenhower      | Minisèrie TV |
| 1983 | The Terry Fox Story                    | Bill Vigars               | Telefilm |
| 1989 | Lonesome Dove                          | Augustus "Gus" McCrae     | Globus d'Or al millor actor en minisèries o telefilms Nominat — Primetime Emmy al millor actor en minisèries o telefilms |
| 1992 | Stalin                                 | Ióssif Stalin             | Globus d'Or al millor actor en minisèries o telefilms Nominat — Primetime Emmy al millor actor en minisèries o telefilms |
| 1996 | The Man Who Captured Eichmann          | Adolf Eichmann            | Nominat — Primetime Emmy al millor actor en minisèries o telefilms                                                       |
| 1998 | Saturday Night Live                    | Diversos                  | Temporada 23, Episodi 14                                                                                                 |
| 2005 | American Experience                    | Narrador                  | Temporada 17, Episodi 10, "The Carter Family: Will the Circle"                                                           |
| 2006 | Broken Trail                           | Prentice "Print" Ritter   | Primetime Emmy al millor actor en minisèries o telefilms Nominat — Globus d'Or al millor actor en minisèries o telefilm  |
| 2012 | Hemingway & Gellhorn                   | General Petrov            | Telefilm |